# Carl Meister (Kaufmann)
Carl Meister (* 23. August 1888 in Stettin; † 13. April 1962 in Hamburg) war ein deutscher Kaufmann. Bis zum Ende des Zweiten Weltkriegs wirkte er in seiner Heimatstadt Stettin. Nach der Vertreibung lebte er in Hamburg und wurde der erste Vorsitzende der wiedergegründeten Gesellschaft für pommersche Geschichte, Altertumskunde und Kunst.

## Leben
Carl Meister stammte aus einer alten Stettiner Kaufmannsfamilie. Sein Vater Gustav Meister (1855–1939) war Inhaber der Metallgroßhandlung G. E. Meisters Söhne. Carl Meister besuchte zunächst das Schiller-Realgymnasium in Stettin und dann ein Internat. Er diente als Einjährig-Freiwilliger im Kürassier-Regiment „Königin“  in Pasewalk, wo er später einer der wenigen bürgerlichen Offiziere wurde, machte eine kaufmännische Lehre in Hamburg und verbrachte dann einige Jahre im Ausland, zuletzt arbeitete er in New York. 1914 kehrte er nach Deutschland zurück und nahm als Soldat am Ersten Weltkrieg teil. Er wurde mit dem Eisernen Kreuz I. Klasse und mit dem Hausorden von Hohenzollern ausgezeichnet. 
Nach dem Ersten Weltkrieg wirkte er in seiner Heimatstadt Stettin. Er wurde Mitinhaber der väterlichen Metallgroßhandlung, nach dem Tod seines Vaters im Jahre 1939 dann Alleininhaber. Er war Mitglied im Beirat der Industrie- und Handelskammer zu Stettin seit 1926, Vorsitzender des Direktoriums des Wiegeamtes zu Stettin und Vorsitzender des Großhandelsverbandes in Stettin. 1931 wurde er Honorarkonsul der Republik Österreich. 1934 wurde er Mitglied im Verwaltungsrat der National Allgemeine Versicherungs-AG, 1935 Mitglied im Aufsichtsrat der Stettiner Dampfschiffs-Gesellschaft J. F. Braeunlich. 
Meister interessierte sich für die Geschichte Pommerns und insbesondere für die Geschichte der Stadt Stettin. Er war Mitglied der Gesellschaft für pommersche Geschichte und Altertumskunde. 1941 veröffentlichte er eine Festschrift zum 150-jährigen Bestehen seiner Firma, die über eine reine Firmengeschichte hinaus Beiträge zur Kulturgeschichte Stettins enthält.
Nach dem Zweiten Weltkrieg kam Stettin an Polen. Der Heimatvertriebene Carl Meister lebte in Hamburg, wo er bis zu seinem Ruhestand 1957 für die HADAG arbeitete. Er war 1947 Mitbegründer der Pommerschen Landsmannschaft in Hamburg. 1952 wurde er Vorsitzender des neugegründeten Hans-Lange-Bundes für Pommern, dem viele ehemalige Mitglieder der Gesellschaft für pommersche Geschichte und Altertumskunde angehörten. Aus dem Hans-Lange-Bund ging 1954 die wiedergegründete Gesellschaft für pommersche Geschichte, Altertumskunde und Kunst hervor, deren Vorsitzender er bis 1961 war. Die Tätigkeit der Gesellschaft wurde ganz wesentlich von ihrem Vorsitzenden bestimmt. 1961 wurde er zum Ehrenmitglied der Gesellschaft ernannt. 
Er war Rechtsritter des Johanniterordens.

## Schriften
- 150 Jahre G. E. Meisters Söhne Eisen-Großhandlung Stettin. Stettin 1941.
- Die Stettiner Kaufmannschaft und ihr Wirken für Pommern. In: Baltische Studien. Band 46 N.F., 1959, ISSN 0067-3099, S. 79–91.